# Ernst Detlof von Krassow
Ernst Detlof von Krassov (1660 Pansevitz – 23. ledna 1714 Harburg) byl švédským generálporučíkem během Severní války.

## Životopis
Ernst Detlof Krassow se narodil ve Švédském Pomořansku otci Christianu Krassow (1620–1671) a jeho druhé manželce Margaretha von Holstein. V raném věku vstoupil do švédské armády. V roce 1677 byl přijat jako praporčík pěchoty, která byla během války proti Dánsku nasazena ve švédské provincii Skåne. Zúčastnil se bitvy u Landskrony, kde se vyznamenal svou odvahou. Následující rok byl povýšen na poručíka. V roce 1688 se stal majorem pluku: Eskirne, který patřil samotnému švédskému králi Karlu XI. Byl vyslán podpořit Nizozemsko v Devítileté válce. V bitvě u Fleuru v roce 1690 byl nucen převzít velení, když padl velitel Carl Gustav Erskine a byl zajat jeho zástupce Jöran Johan Knorring. Následně bojoval jeho pluk až do chvíle, kdy zbylo pouhých 30 mužů a následně se vzdal. Jiří Friedrich von Waldeck mu jako velitel spojeneckých vojsk poděkoval za jeho odhodlání. Nizozemský král Vilém III. ho jmenoval podplukovníkem. Ernst von Krassow byl zajat Francouzi a poslán do Paříže. Následně se vrátil zpět do Nizozemí, zúčastnil se obléhání Namuru, který dobyl a za své služby byl nizozemským králem povýšen na plukovníka. V roce 1697 byl v Rijswijku podepsán mír a on se mohl vrátit do Pomořanska. V roce 1702 byl jeho pluk vyslán k posílení armády švédského krále Karla XII. v Polsku. Během útoku na Lvov v roce 1704 byl raněn. Následně se léčil ve Švédsku. V roce 1706 patřil se svým plukem k jednotkám generála Carla Gustava Rehnskiölda a měl velký podíl na vítězství v bitvě u Fraustadtu. Byl povýšen na generálmajora. Jeho jednotky se účastnily obrany Velkopolska, v bitvě u Kalisze byli Švédové poraženy sasko-ruskými jednotkami. Byl povýšen švédským králem do šlechtického stavu s titulem baron. V roce 1708 velel pomocnému sboru, který zůstal v Polsku na ochranu polského krále Stanislava I. Leszczyńského. Po porážce Švédska v bitvě u Poltavy byla jeho pozice oslabena a musel se stáhnout z Polska. Na podzim roku 1710 získal křeslo ve švédské vládě v Pomořansku, byl také vojenský velitelem Pomořanska. V roce 1713 byl povýšen na generálporučíka. V roce 1714 zemřel. Po smrti bylo jeho tělo na přání švédského krále převezeno do Rujány, kde bylo pohřbeno.

## Rodina
Jeho bratrem byl generál Adam Philipp von Krassow z Mecklenburska. Ernst Detlof von Krassow byl ženatý s Augustou Vilemínou von Wolffrath († 1721), dcerou císařské rady. Měli spolu tři dcery a jednoho syna:
- Augusta Vilemína (1689–1696)
- Ulrike Eleonora (1693–1754) ⚭︎ 1708 Kurt Christoph von Schwerin (1684–1757)
- Anna Margaretha (1698–1726) ⚭︎ 1725 Jacob Staël von Holstein († 1730)
- Carl Wilhelm von Krassow (1699–1735), císařský generálmajor[1][2]